# Etzleben
Etzleben – miejscowość i gmina w Niemczech, w kraju związkowym Turyngia, w powiecie Kyffhäuser. Do 31 grudnia 2018 wchodziła w skład wspólnoty administracyjnej An der Schmücke. Niektóre zadania administracyjne gminy realizowane są przez miasto An der Schmücke.